# Politica della Repubblica Ceca
La Repubblica Ceca è una Repubblica democratica parlamentare e multipartitica.
La Repubblica Ceca ha aderito all'Unione Europea dal 1º maggio 2004.
Dei circa 55,21% degli aventi diritto di voto che hanno partecipato al referendum, hanno votato per l'adesione circa il 77,33%, pari al 42,7% circa di tutti gli eventi diritto al voto.

## Potere legislativo
Il potere legislativo è detenuto dal Parlamento, che è
La Camera dei Deputati della Repubblica Ceca , o camera bassa, è composta da 200 rappresentanti eletti a suffragio universale per 4 anni con un sistema proporzionale basato su una suddivisione in quattordici circoscrizioni con soglia di sbarramento al 5% dei voti validi.
Il Senato della Repubblica Ceca, o camera alta (Senát), è composta da 81 senatori, eletti con sistema maggioritario uninominale a doppio turno: il primo turno richiede la maggioranza assoluta, il secondo richiede la maggioranza semplice tra i primi due candidati. Il Senato viene rinnovato ogni due anni di un terzo dei suoi membri. A differenza della camera bassa, il Senato non vota la fiducia al governo.
L'elettorato attivo è di 18 anni, quello passivo è di 21 anni per la Camera dei deputati e di 40 per il Senato.

## Potere esecutivo
Il potere esecutivo è esercitato dal governo, composto dal Primo ministro e dai ministri. Il primo ministro viene incaricato a formare il governo dal presidente della repubblica. Quasi sempre viene scelto il leader del partito che ha ottenuto più seggi in parlamento. Una volta formato, il governo deve ottenere la fiducia della camera bassa.

## Presidente della repubblica
Il Presidente della Repubblica è il Capo dello Stato. Viene eletto direttamente dai cittadini e ha un mandato di 5 anni. Rappresenta la nazione e ha pochi e limitati poteri.
Può essere eletto Presidente un cittadino eleggibile al Senato. Non può essere eletto oltre due volte di seguito.
Il Presidente della Repubblica nomina i giudici della corte costituzionale, il suo presidente e i vice presidenti; può sciogliere la Camera dei deputati; può porre il veto sulle leggi votate dal parlamento; nomina il Primo ministro sulla base del risultato delle elezioni politiche e, su proposta di quest'ultimo, nomina gli altri membri del governo.

## Potere giudiziario
All'apice del sistema giudiziario del paese vi è la Corte suprema, con poteri simili alla Corte Suprema di Cassazione italiana, e la Corte Suprema Amministrativa, con compiti simili al Consiglio di Stato italiano.
Accanto a queste vi è la Corte costituzionale che è garante della Costituzione. Essa è composta da quindici membri, nominati dal Presidente della Repubblica con il consenso del Senato. I giudici costituzionali restano in carica per dieci anni non rinnovabili.

## Partiti politici
La scena politica è scandita da 7 principali partiti:
- Partito Social Democratico Ceco (Česká strana sociálně demokratická, ČSSD)
- Azione dei Cittadini Insoddisfatti 2011 (Akce Nespokojených Občanů, ANO 2011)
- Partito Comunista di Boemia e Moravia (Komunistická strana Čech a Moravy, KSČM)
- Tradizione Responsabilità Prosperità 09 (Tradice Odpovědnost Prosperita 09, TOP 09)
- Partito Democratico Civico (Občanská demokratická strana, ODS)
- Alba - Coalizione Nazionale  (Úsvit - Národní koalice, Úsvit)
- Unione Cristiana e Democratica - Partito Popolare Cecoslovacco  (Křesťansko-demokratická unie - Československá strana lidová, KDU-ČSL)